# Леонидас да Силва
Леонидас да Силва (на португалски: Leônidas da Silva) е бразилски футболист и футболен коментатор. Играл е като нападател.
Считан е като един от най-големите играчи на първата половина на 20. век.
Играе за Бразилия в две световни първенства, и е най-резултатен на Световното първенство по футбол 1938. За добрата си игра получава прозвищата „Черния брилянт“ и „Гумения човек“, поради своята гъвкавост.
|  | Тази страница частично или изцяло представлява превод на страницата Leônidas в Уикипедия на английски. Оригиналният текст, както и този превод, са защитени от Лиценза „Криейтив Комънс – Признание – Споделяне на споделеното“, а за съдържание, създадено преди юни 2009 година – от Лиценза за свободна документация на ГНУ. Прегледайте историята на редакциите на оригиналната страница, както и на преводната страница, за да видите списъка на съавторите. ВАЖНО: Този шаблон се отнася единствено до авторските права върху съдържанието на статията. Добавянето му не отменя изискването да се посочват конкретни източници на твърденията, които да бъдат благонадеждни. |